# Антонио де Медичи
Антòнио де Мèдичи (на италиански: Antonio de' Medici; * 29 август 1576, Флоренция, Велико херцогство Тоскана; † 2 май 1621, Флоренция, Велико херцогство Тоскана) е принц от фамилията Медичи, дон и нетитулуван гранд, военен, дипломат, алхимик, рицар на Малтийския орден, принц на Капистрано.
Приживе Антонио винаги е държан в сянката на чичо си, великия херцог Фердинандо I, който му дава апанаж от 35 хил. скуди годишно в замяна на отказа от Капестрано, което баща му му е дал като доживотна титла, и от всякакви претенции към наследството по бащина линия.

## Произход
Според една от версиите Антонио е извънбрачен син на Франческо I де Медичи (1549 – 1587), велик херцог на Тоскана (1574 – 1587), и на метресата му и негова бъдеща съпруга – венецианската аристократка Бианка Капело (1548 – 1587). Според друга версия Бианка се престорва на бременна, с помощта на прислужница, акушерка и лекар. Малко след като тя „ражда" сина на Великия херцог, измамата е разкрита. Франческо I обаче прощава на любимата си и признава детето за свое. Негови баба и дядо по бащина линия са Козимо I де Медичи, първи Велик херцог на Тоскана, и Елеонора ди Толедо, а по майчина – венецианският патриций Бартоломео Капело и Пелегрина Морозини. Той има осем полубратя и полусестри от първия брак на баща си, сред които бъдещата кралица на Франция Мария де Медичи, както и една полусестра от първия брак на майка си.

## Биография
Раждането на Антонио се пази в тайна от двора. Баща му херцог Франческо I се влюбва в красивата и омъжена Бианка Капело. По онова време Франческо е женен за Йохана Австрийска, но подобно на Бианка е разочарован от брака си: той не харесва характера на съпругата си и негодува, защото тя не е успяла да му даде мъжки наследник (ражда му шест дъщери), докато Бианка е разочарована от скромния стандарт на живот, който съпругът ѝ Пиетро Бонавентури ѝ гарантира. Франческо съблазнява Бианка без много скрупули, като ѝ дава бижута, рокли и даже я назначава за придворна дама, докато услужливият ѝ съпруг получава предложение за работа като служител на Великия херцог. По-късно на Бианка е предложен и дворец възможно най-близко до Палацо Пити, който сега е известен като Дворецът на Бианка Капело, великолепно декориран от придворни художници.
През 1572 г. при мистериозни обстоятелства мъжът ѝ е убит на улицата в резултат на престъпление в контекста на неговия разюздан живот, но не са малцина онези, които подозират участието на Великия херцог.
През юни 1578 г. междувременно овдовелият Велик херцог се жени тайно за своята метреса. От благоразумие сватбата първоначално е отпразнувана тайно поради твърдото противопоставяне на цялото семейство на Великия херцог на жената, която е източник на скандал за него. Година по-късно херцогът решава да обявява брака им и да представи новата си съпруга на двора като велика херцогиня. Тогава, през юни 1579 г., става известно, че Франческо I и Бианка Капело имат дете. След ранната смърт през март 1582 г. на единствения му син Филипо де Медичи от първата му съпруга Великият херцог легитимира извънбрачния си син. По искане на Бианка той купува за Антонио Маркизат Капистрано в Неаполитанското кралство. През 1583 г. той официално го представя за свой приемник и моли испанския крал да признае Антонио в това му качество. През 1584 г. крал Филип II дава на престолонаследника титлата „принц на Капистрано“.
Антонио израства и е възпитаван в тосканските вили на Медичите. На 20 октомври 1587 г. и двамата му родители умират неочаквано; съвременни изследвания потвърждават версията, че са били отровени с арсен. Чичото на Антонио, който става новият велик херцог под името Фердинандо I, се смята за вероятен отровител; за да разсее слуховете, той нарежда аутопсията на Франческо и Бианки, която дава заключение за естествените причини за смъртта.
На 5 март 1588 г. Фердинандо I лишава Антонио от статута на престолонаследник с аргумента, че е получил документи, от които следва, че Антонио не е син на покойния Велик херцог и негова любовница, а е обикновен човек по рождение. Всъщност документите са фалшифицирани от Фердинандо I заедно с неговия съветник и известен адвокат Карло Антонио дал Поцо. Те твърдят, че Бианка Капело е имитирала бременност, за да зарадва любимия си с „раждането“ на наследника, когото той е очаквал. Фердинандо I също така унищожава завещанието на починалия си брат и записа на този документ в регистрационната камара. Така той лишава 12-годишния си племенник от всички титли и привилегии, дължащи се на статута му.
За да остане в двора във Флоренция, осиротелият син на „злата Бианка“, както сега наричат Антонио, се съгласява да се присъедини към Малтийския орден след навършване на пълнолетие. Рицарите от този орден полагат обети за непритежание и безбрачие. Поради тази причина бившият престолонаследник трябва да се откаже от всичките си притежания, запазвайки само правото на ползване и рентата, дадени му от Великия херцог. Папа Климент VIII му осигурява и доходите от Пизанския приорат на Малтийския орден. Освен това обетът за безбрачие го лишава от възможността да има законно потомство. Фердинандо оставя в негово ползване дом Свети Марк и вилите на Медичите Лапеджи и Мариньола. Той също така получава разрешение да живее в Палацо Пити – официалната резиденция на великите херцози.
През април 1594 г. Антонио е приет в редиците на Малтийските рицари и постъпва на служба при Великия херцог на Тоскана. Херцогът през юли същата година изпраща своя племенник с чин „полковник от кавалерията“ начело на стотици конници и хиляди аркебузчици, в императорската армия на Рудолф II, която се бие с османците в Унгарското кралство. През първата година Антонио е сериозно ранен, но продължава да участва в кампанията и показва специална доблест в няколко битки, включително битката при Вишеград. През 1595 г. той започва да има здравословни проблеми, които следват принца през целия му живот. През 1607 г. участва в неуспешна кампания срещу Кипър; по време на тази кампания Антонио е заместник на конетабъла Франческо дел Монте. След тази кампания Антонио преминава от военна служба към дипломатическа.
Той е изпратен като посланик на Великия херцог в Париж (1597), Милано (1598), Генуа (1599), Болоня (1600), Венеция (1601, 1603, 1614), Рим (1605), Мантуа (1608) и Равена (1609).
На 6 октомври 1600 г. в Палацо Пити, в чест на сватбата на неговата полусестра Мария де Медичи и френския крал Анри IV, той поставя операта „Евридика“ с либрето на Отавио Ринучини и музика на Якопо Пери. След това Антонио придружава принцесата до Франция.
Той е запален ловец, меломан и любител на театъра. Резиденцията на принца – Дом „Свети Марк“ във Флоренция, с неговите усилия придобива репутация на важен театрален център. Представленията в домашния театър на Антонио са посещавани от видни гости. Сред артистите, наети от принца, е кастратът Джовани Гуалберто Мали. Освен това Антонио е известен като добър часовникар и оръжейник. Интересът към алхимията и науката го кара да се запознае с Галилео Галилей. В къщата си във Флоренция Антонио събира богата библиотека и открива печатница.
Принцът е на дипломатическа служба до 1608 г. При новия велик херцог Козимо II, с когото Антонио не развива отношения, той рядко присъства в двора и рядко получава дипломатически мисии. Освен това здравословните му проблеми се влошават. През 1614 г. Антонио подава оставка и живее със скромна пенсия до смъртта си.
Умира във Флоренция на 2 май 1621 г. на 44-годишна възраст. Смята се, че причината за смъртта му е сифилис. След смъртта му възниква конфликт между двора във Флоренция и синовете на покойния принц за правото да наследят имуществото му.
През 1857 г., по време на първата ексхумация на тленните останки на Антонио де Медичи, в гроба му е намерен труп, облечен в дреха и наметало на рицар на Малта, изработени от лилава коприна с лилава бродерия от копринен конец. На надгробната плоча е запазен надпис на латински, в който дон Антонио Медичи се споменава като син на великия херцог на Тоскана Франческо I и като глава на Пизанския приорат на Малтийския орден.

## Брак и потомство
Антонио де Медичи не се жени. Той съжителства дълго време с Артемизия Тоци от Лука († 24 март 1643), от която има трима сина:
- Паоло де Медичи (* 15 януари 1616, † 1656), кондотиер
- Джулио де Медичи (* 9 март 1617, † 1670), свещеник
- Антонфранческо де Медичи (* 25 януари 1618, † 1659), монах от Капуцинския орден.[16]

Антонио постига легитимирането на синовете си, които са признати за негови законни деца както от папа Павел V, така и от Козимо II, велик херцог на Тоскана, и вероятно от самия император Фердинанд II. Две години преди смъртта си той урежда Артемизия да се оттегли в манастира Сан Клементе на ул. „Сан Гало“ във Флоренция, оставяйки ѝ необходимите средства да живее там комфортно и карайки да направят подобрения и разкрасяване на местата, за да направи затворения живот, към който той я е тласнал, по-приятен. Артемизия влиза в манастира на 27 юни 1619 г. и умира там през 1643 г.
От обикновена гражданка Катерина Нути от Болоня има една дъщеря:
- Мария Магдалена де Медичи (* 1610, † ?), монахиня в Ордена на хоспиталиерите с името Мария Магдалена Кристина.[20]
Генеалогичната таблица, съставена от Помпео Лита, споменава две дъщери на принца:
  - Мария де Медичи, бенедиктинска монахиня в базиликата „Сантисима Анунциата“ във Флоренция, която ѝ дарява сребърен олтар от 1600 скуди за своя сметка
  - Мадалена де Медичи, родена от жена от Болоня, монахиня в Сан Джованино дей Кавалиери във Флоренция от 1624 г.
Това е резултат от грешка. Информацията, дадена под имената на дъщерите, се отнася до биографията на единствената дъщеря на Антонио де Медичи с името Мария Магдалена.[2][21]

## Антонио де Медичи в изкуството
Известни са няколко приживе портрети на Антонио де Медичи. На една от тях, от Алесандро Алори, той е изобразен като дете до предполагаемата си майка Бианка Капело; платното е в колекциите на Музея на изкуствата в Далас. Историчката на изкуството Майке Фогт-Люерсен му приписва друг портрет от същия художник. Въпреки това Ермитажът, в чиито колекции се намира картината, приписва картината на Аньоло Брондзино под заглавието „Портрет на Козимо I де Медичи“. Друг портрет на принца от Валоре Казини се съхранява в колекциите на Галерия „Уфици“. На нея Антонио де Медичи е изобразен в облекло на рицар от Малтийския орден с перлена обеца.